# Darrin Automotive Design
Howard A. Darrin Automotive Design war ein US-amerikanischer Hersteller von Automobilen.

## Unternehmensgeschichte
Howard A. Darrin gründete 1946 das Unternehmen in Los Angeles in Kalifornien. Zunächst entwarf er Fahrzeuge für Kaiser Motors. Nach deren Produktionsaufgabe in den USA 1955 setzte er die Produktion des offenen Sportwagens Kaiser Darrin auf eigenen Namen fort.  Der Markenname lautete Darrin. 1958 endete die Produktion. Insgesamt entstanden je nach Quelle 50 oder 100 Fahrzeuge unter eigenem Namen.
Außerdem entwarf Darrin ein Modell für Flintridge Motor Manufacturing.

## Fahrzeuge
Das einzige Modell war der Nachfolger des Kaiser Darrin. Ein Fahrgestell von Henry J mit 254 cm Radstand bildete die Basis. Darauf wurde eine offene Karosserie aus Fiberglas montiert. Ungewöhnlich waren die Schiebetüren. Die Fahrzeuglänge betrug 468 cm.
Darrin verwendete verschiedene V8-Motoren von Cadillac. Im ersten Modelljahr hatte der Motor 96,8 mm Bohrung, 92,1 mm Hub, 5426 cm³ Hubraum und 270 PS Leistung. In den darauffolgenden Jahren ergaben 101,6 mm Bohrung und 92,1 mm Hub 5981 cm³ Hubraum. 1956 betrug die Motorleistung 305 PS, 1957 325 PS und 1958 335 PS.